# Tatjana Jakowlewna Satulowskaja
Tatjana Jakowlewna Satulowskaja (russisch Татьяна Яковлевна Затуловская, wiss. Transliteration Tat'jana Jakovlevna Zatulovskaja; * 8. Dezember 1935 in Baku, Aserbaidschanische SSR; † 2. Juli 2017) war eine sowjetische, später russische Großmeisterin der Frauen (WGM) im Schach, die ab 2002 für den israelischen Schachverband spielberechtigt war.
In der Fachpresse wird der Nachname auch als Zatulovskaya, Zatulovskaia, Zatulovskaja, Zatulowskaya, Zatulowskaia ... geschrieben. Für den Vornamen findet man auch die Schreibweise Tatiana.

## Einzelerfolge

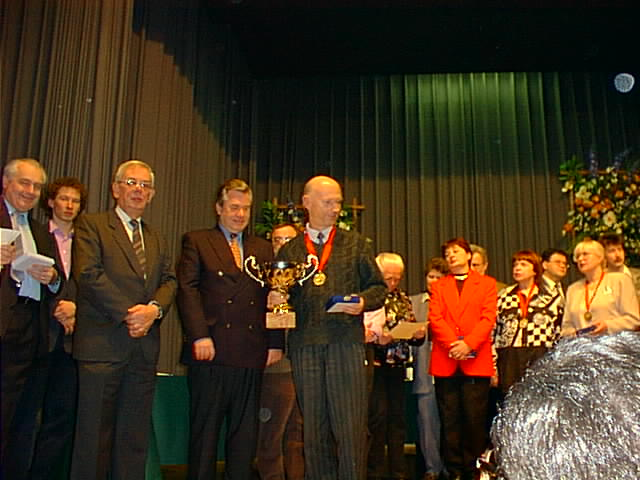
Satulowskaja (4. von rechts), 1997 bei der Siegerehrung zur Seniorenweltmeisterschaft

Satulowskaja gewann 1962 die UdSSR-Damenmeisterschaft. Zweimal musste sie sich nach einer Niederlage im Stichkampf mit dem zweiten Platz begnügen; 1960 unterlag sie gegen Walentina Borissenko und 1963 gegen Maaja Ranniku. In den 1960er und 1970er Jahren qualifizierte sie sich oft für die Interzonenturniere der Frauen (1964, 1971 in Ohrid, 1973, 1976 in Tiflis und 1979 in Rio de Janeiro) und erreichte mehrfach das Kandidatenturnier zur Weltmeisterschaft, stand damals allerdings im Schatten von Nona Gaprindaschwili und Alla Kuschnir.

## Weltmeisterschaften der Senioren
Im Jahre 1992 belegte sie bei der Senioren-Weltmeisterschaft der Frauen in Bad Wörishofen den zweiten Platz. Im Jahr darauf gewann sie die Schachweltmeisterschaft der Senioren 1993 der Frauen in Bad Wildbad mit 10 Punkten aus 11 Partien (+9 =2 −0). Bei der Schachweltmeisterschaft der Senioren 1997 wurde sie zum zweiten Mal Seniorenweltmeisterin.

## Mannschaftserfolge
Häufig wurde sie zu Länderkämpfen in die Nationalmannschaft berufen. 1963 und 1966 gewann sie die Schacholympiade der Frauen mit der Sowjetunion, bei der Schacholympiade 2002 spielte sie für die israelische Frauenmannschaft. Die sowjetische Vereinsmeisterschaft gewann sie 1961 und 1968 jeweils am zweiten Frauenbrett von Burewestnik spielend, in Deutschland spielte sie für den SK Zehlendorf, unter anderem in der Saison 1993/94 in der 1. Frauenbundesliga. Mit dem israelischen Verein Maccabi Afek nahm sie 2003 am European Club Cup der Frauen teil.

## Titel und Rating
Im Jahre 1961 verlieh ihr der Weltschachbund FIDE den Titel einer Internationalen Meisterin der Frauen (WIM). 1976 wurde sie Großmeister der Frauen (WGM). Sie wurde bei der FIDE zuletzt als inaktiv geführt, da sie nach dem im September 2010 in Aschdod ausgetragenen 7. Schachfestival keine gewertete Partie spielte.